# Кодування інформації
Кодування інформації — це спеціальна вироблена система прийомів (правил) фіксування інформації.

### Мета кодування інформації
Мета кодування інформації полягає в тому, щоб представити інформацію в більш компактній та зручній формі, що необхідно при запису даних в документі, їх перенесенні на машинний носій, проведенні обробки, передачі та інших операцій.

### Основні атрибути кодування
Основними атрибутами кодування є знак, код, мова, за допомогою яких інформація фіксується і передається у просторі і часі. Знак — це позначка, предмет, та позначення чогось. Наприклад, може бути цифра або літера. Коли знак поєднується зі своїм значенням, він стає символом.
Код повинен однозначно сприйматися, відтворюватися і передаватися, тобто бути незмінним, однотипним і визначним. Повинен бути зрозумілими відправнику і одержувачу. Кодів існує набагато більше, ніж матеріальних носіїв.

#### Види кодів
- алфавітний — система літер;
- цифровий — система цифр;
- алфавітно-цифровий — змішана система алфавітних і цифрових кодів;
- рельєфно–точковий — система випуклих точок (шифр Брайля);
- матричний — система поглиблень або отворів та інші.

Використовуючи у якості коду літери, можна фіксувати слова на різних мовах. Вибір коду залежить від матеріального носія, чим коротше код, тим довше буде текст і навпаки. Наприклад, китайські ієрогліфи. Вироблення коротких кодів постає одним із важливих завдань перед науковцями.
Вивченням знаків займається спеціальна наука — семіотика. Семіотика (від грецького semion — знак) — наука, яка вивчає спільні якості знаків, їх системи і ситуації у людському суспільстві. Семіотика вивчається на трьох різних ступенях:
1. синтактика;
2. семантика;
3. прагматика.

### Ознаки знаку
Знак має такі ознаки (особливості):
- матеріальне вираження;
- значення;
- інформує про щось відмінне від цього;
- використовується для передачі інформації;
- функціонує у певній знаковій ситуації.

Знак має зовнішню і внутрішню структурні сторони. Зовнішня сторона — це матеріальна оболонка знака. Предмет, який виступає у ролі знака, обов'язково володіє певною формою, щоб бути сприйманим, здатним фіксувати і передавати інформацію у просторі і часі. Жест, світло світлофору, морський прапорний код, звук мовлення не можуть слугувати знаками для документа.
Знак існує у певній знаковій системі. Будучи вилученим з неї, він може втратити або поміняти своє значення.

### Класифікація знаків
Класифікація знаків — це їх групування за певними ознаками. Існує багато класифікацій знаків, розроблених у семіотиці. Є знаки–копії, знаки–ознаки і знаки–символи.
- Знаки-копії  — це відтворювання, репродукція, більш-менш схожі з оригіналом (фотографії, фільми, картини, знаки піктографічної писемності). Знаки-копії (іконічні знаки) — це знаки, значення яких повністю визначається тим предметом, якому вони відповідають. Знаки-копії об'єднуються за принципом схожості, подібності предмета та його позначення. Прикладами іконічних знаків можуть бути фотографії, картини, відбитки пальців, відображення у дзеркалі, копії документів тощо.
- Знаки — ознаки — пов'язані з відтворюваними предметами, як подія зі своїми причинами (те, що інакше називається симптомом, прикметами і т. д. Знаки-ознаки (знаки-прикмети, знаки-індекси)  — це знаки, значення яких повністю визначається тим контекстом, у якому вони виявляються і позначають відношення між об'єктами, а також між об'єктом і його властивостями. Прикладом таких знаків можуть бути займенники, деякі прислівники (тут, зараз, завтра), положення флюгера, сліди на снігу. Дим — знак вогню, розбитий автомобіль — знак транспортної аварії на дорозі, крадіжка автомобіля — знак злочину тощо.
- Знаки-символи у силу заключного у них наглядного образу використовуються для вираження деякого, часто дуже значного змісту (наприклад, зображення стародавньогрецької театральної маски є символ сучасного театру). Наприклад, знаки-символи української культури — Т.Шевченко, Л.Українка, червона калина, вишита сорочка, писанка, танець «Гопак», бандура та ін; знаки-символи Української держави — жовто-блакитний Державний прапор, Державний герб, Державний гімн, опис яких дається у ст. 20 Конституції України.

Розрізняють знаки мовні і немовні.
Знак мовний — одиниця мови (людина, слово, словосполучення), яка слугує для позначення предметів або явищ дійсності, а також відношення між елементами мови у тексті.
До немовленнєвих знаків віднесені символи, товарні знаки, музейні експонати, фотографії, історичні реліквії, також знаряддя праці, архітектурні пам'ятники.
Знаки-«пікчери» (від англійського «pikture» — картина, малюнок, кінофільм, кадр з фільму) — це витвір живопису, у тому числі графіки, художньої вишивки, художньої різьби по дереву, металу, фотографії (включаючи кінофільм). Їх прийнято називати іконічними (тобто знаками зображення). До них, крім об'єктів живопису, які фіксують на носії, можна віднести і скульптуру, хоча вона є речовим знаком.
Емблемні знаки — різноманітна емблематика (спортивна, торговофірмова, міфологічна, дорожна і т. ін.)
Знаки речові (трьохмірні) — це скульптура, макети, моделі виставок, музеїв і т. ін. Серед них — різноманітна (у більшості обрядова) речовинна символіка, яка позначає різні поняття (хліб і сіль — знак привітності та дружби, перстень на четвертому пальці — людина одружена — і т. ін.) Таким чином, функція і значення знаку належать окремим предметам у конкретній ситуації.

### Системи кодування
- Порядкова система кодування. Порядкова система кодування використовується для кодування одноознакових, стійких та простих номенклатур. Вона передбачає присвоєння ознакам цифр натурального ряду чисел без пропуску номерів. За цією системою кодуються категорії працівників, види діючих норм часу та розцінок, приналежність деталей, вузлів тощо. Порядкову систему раціонально використовувати для простих і стабільних номенклатур. Перевагами системи є невелика кількість знаків, густина запису, простота побудови. Але в даній системі не виділяються групи однорідних ознак і немає можливості автоматично отримувати підсумкові дані більш ніж одного виміру.
- Серійна система. Серійна система служить для кодування двоознакових номенклатур і передбачає присвоєння кожній групі однорідних номенклатур серії номерів. В межах цієї серії здійснюється шифрування кожної позиції номенклатури порядковими номерами. При цьому в серію номерів обов'язково включаються і резервні шифри, які потім присвоюються новим позиціям номенклатури. Серійна система найбільш економічна по кількості розрядів та одночасно містить необхідний резерв номерів для нових позицій номенклатури. За цією системою кодуються, наприклад, структурні підрозділи підприємства, види оплат тощо.
- Розрядна (десяткова) система. Розрядна (десяткова) система використовується для кодування складних номенклатур. При цій системі кожній класифікаційній ознаці відводиться певна кількість розрядів, яка залежить від кількості предметів множини, що кодується. Побудова коду за розрядною системою забезпечує чітке виділення кожної класифікаційної ознаки, логічність, зручність машинної обробки інформації. До недоліків розрядної системи відносять те, що при незначному перевищенні ємності розряду потрібно збільшувати значність коду. Розрядна система використовується для кодування великих багатоознакових номенклатур: матеріальних цінностей, готової продукції тощо.
- Шахова (матрична) система. Шахова (матрична) система — різновид десяткової системи. Вона використовується для номенклатур, що характеризуються двома ознаками, одна з яких умовно розміщується по вертикалі, а друга — по горизонталі. Перетин рядків і стовпців в таблиці і утворює потрібний шифр. Ця система використовується при шифруванні одиниць вимірювання, причин і винуватців браку тощо.
- Комбінована система. Комбінована система використовується для кодування багатозначних номенклатур. Ця система є найбільш гнучкою, оскільки в ній використовуються комбінації інших систем, наприклад, розрядної системи і системи повторення, розрядної і серійної систем та ін.
- Система повторення. Система повторення використовує цифрові та буквені позначення, що безпосередньо характеризують даний об'єкт (розмір, колір, вага об'єкту) та використовуються в практиці обліку та планування.

## Див.також
код
семіотика
синтактика
семантика
прагматика